# 白垃圾

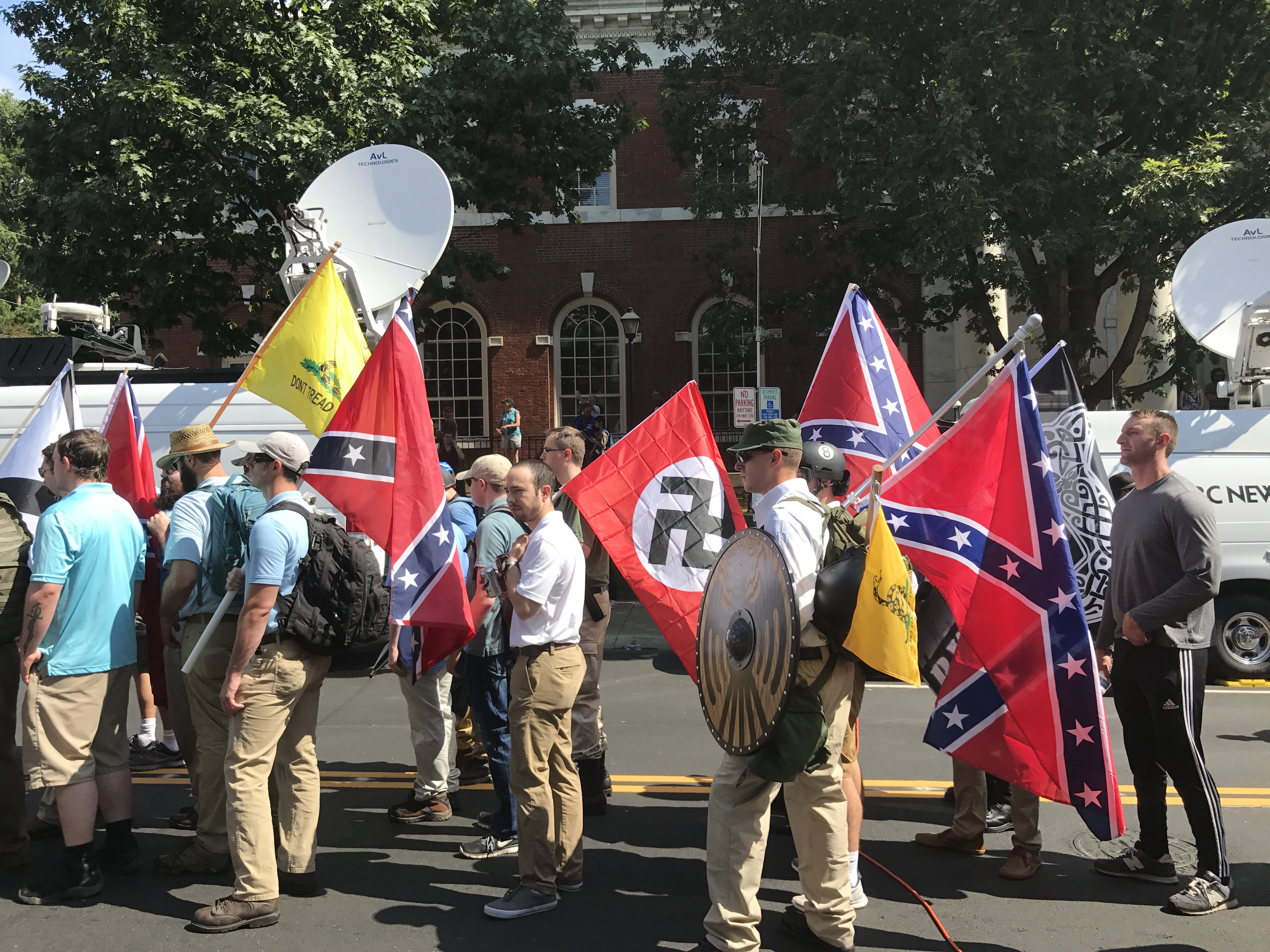
2017年夏律第镇团结右翼集会中打着邦联战旗和纳粹旗的白人游行者

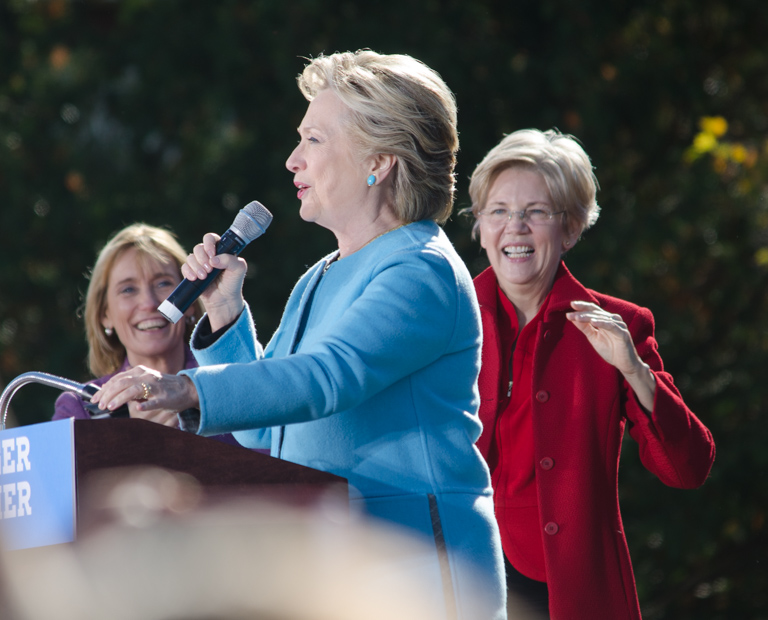
希拉里·克林顿在2016年大选中曾抨击对手唐纳德·特朗普的另类右翼支持者大多是“一篮子烂货”

白垃圾翻譯自英语「white trash」；語境與美國人相關時，是对贫穷白人，特别是对該國南方乡村地区（1980年代後，北方的銹帶也漸漸被納入此一範疇）白人的贬称，被用來區分「高尚勤勞」的「好窮人」和「懶惰、無紀律、忘恩負義、令人作嘔」的「壞窮人」。这些词语暗示较低的社会阶层和不体面的生活方式。在使用它們的时候，人们往往特指一些生活在社会边缘和草根阶层、与主流所推崇的政治正确相左、被视为社会不稳定因素的人——刻板印象是行事任性、言语粗鲁、反智自负、极易冲动，对权威、法律、公德和他人权益缺乏尊重，行为随心所欲不可预测，并常与种族歧视、斗殴家暴、性生活混乱和乱伦、宗教极端思想和邪教、阴谋论、酗酒吸毒和犯罪等恶劣行为沾边。它們一般被用来攻击别人，不过也有人以此自嘲，如2008年的幽默书《白垃圾妈妈的掌中宝：拥抱你内心的拖车公园，忘记完美，拒绝被家长联盟同化，保持理智并坚持幽默》。
美式英语中和“white trash”语义相近的词有：
- redneck——主要是針對各个农业区的鄉村白人
- cracker——乔治亚州和弗罗里达州的贫穷白人
- hillbilly——阿巴拉契亚山区的贫穷白人
- okie——俄克拉何马州的贫穷白人[3]。
- trailer trash-住在移動式住宅中的貧窮白人。

以上词汇都强调一个族群的贫穷、缺少教育、思想落后，但“白垃圾”更强调缺乏基本的道德感。

## 历史
white trash 一词最早在1830年代流行起来，这个词来自当时黑人奴隶对贫穷白人的蔑称。在《不够白：白垃圾和白人的边界》一书中，作者认为該词来自1830年代的华盛顿地区，当穷苦白人抢走黑人工作的时候，黑人用这个词称呼他们（讽刺他们作为白人在各方面都有优先权，本来有更好的工作机会，却沦落到抢黑人的饭碗）。通常，貧窮白人能在南方最糟糕的土地上定居，因為最好的土地被大大小小的奴隸主奪走了。他們在沙質、沼澤或灌木叢覆蓋的松樹不適合農業的土地上生活和生存，他們中的許多人是佃農或臨時工，但其他人被逼以拾荒者、小偷和流浪漢的身份生活，但所有人，無論他們是否工作，都受到“體面”白人社會的社會排斥，被迫在進入“正確”房屋時使用後門。甚至奴隸也看不起他們：當白人窮人來要食物時，奴隸們稱他們為“流浪羊”。
在1854年，《汤姆叔叔的小屋》作者在描述美国奴隶制度时说，奴隶制度不仅制造了被降格的、痛苦的黑奴，还让穷苦白人更被降格、更痛苦。她认为种植园经济造成贫富差距极大，同时那里缺乏学校和教堂，贫穷白人没有获得尊严的机会。这些“白垃圾”同時遭到黑人和白人的鄙视。
到1855年为止，这个词已经被白人上层社会广泛使用。在19世纪，美国南方无论哪个种族都常用这个词。
他們最早源於17世紀倫敦的過剩人口，英國政府把他們送到美洲殖民地——特別是弗吉尼亞殖民地、馬里蘭州和賓夕法尼亞州——在那裡他們不是像孩子們被告知的那樣成為學徒，而是雇傭僕人，尤其是那些在田裡工作的僕人。另一部分人是罪犯。1717年，英國議會通過了《運輸法》，允許將數萬名罪犯運送到北美，以減少英國監獄的過度擁擠。到美國獨立戰爭（1775-1783）期間停止向美洲運送時，約有50萬人依法被運送到新世界。

### 现代使用
现代有很多白人说自己出身“白垃圾”家庭，作为谦虚自嘲的说法。有些人语义中表达对社会贫富不均的抗议，特别是社会对白人贫穷问题的忽视。在自称为“白垃圾”时，说话人也会表达出大而化之、随遇而安的生活观念，或者节俭、艰苦奋斗的美德。
1980年代，美国南方涌现了一大批描写“白垃圾”生活的小说，它们的作者往往也自称为“白垃圾”或者“红脖子”。
美国黑人常用“white trash”一词攻击白人，特别是在被称为“nigger”的时候。也有些黑人父母把这个观念灌输给小孩。这个词也常出现在黑人口头文学中。根据这些故事，当没外人听到的时候，黑人奴隶们会说：某个恶劣的监工“连白垃圾都不如”，“待人太残酷了”。

## 近义词

### 英国

英国“傻夫”的刻板形象

在英格兰地区，“chav”、“charver”和“scally”等贬义俚语常被用去形容日常穿着运动服的底层反社会青年，而“chavette”则是用来形容同等素质的女性，“chavvy”、“chavvish”、“chavtastic”等俗语形容词是由此衍生的派生词。这个词的来源众说纷纭，据说源自罗姆语中的“chavi”，意思是“儿童”，而衍生的形容词“chavvy”至少在19世纪就已经出现。辞书学家埃里克·帕特里奇（Eric Partridge，1894～1979）在其著作《英语俗语大词典》（A Dictionary of Slang and Unconventional English）的1950年版中将出现日期定于1860年左右。
在苏格兰，“ned”一词是“没教养的少年犯”（non-educated delinquent）的缩略词，用来形容流氓、莽汉和小偷小摸者。牛津线上词典将其起源定于19世纪早期。
在北爱尔兰，常用的相似称呼是“spide”，意思与“chav”一样。

### 爱尔兰
在爱尔兰，常用的称呼是“skanger”，意思与英国的“chav”相似。

### 加拿大

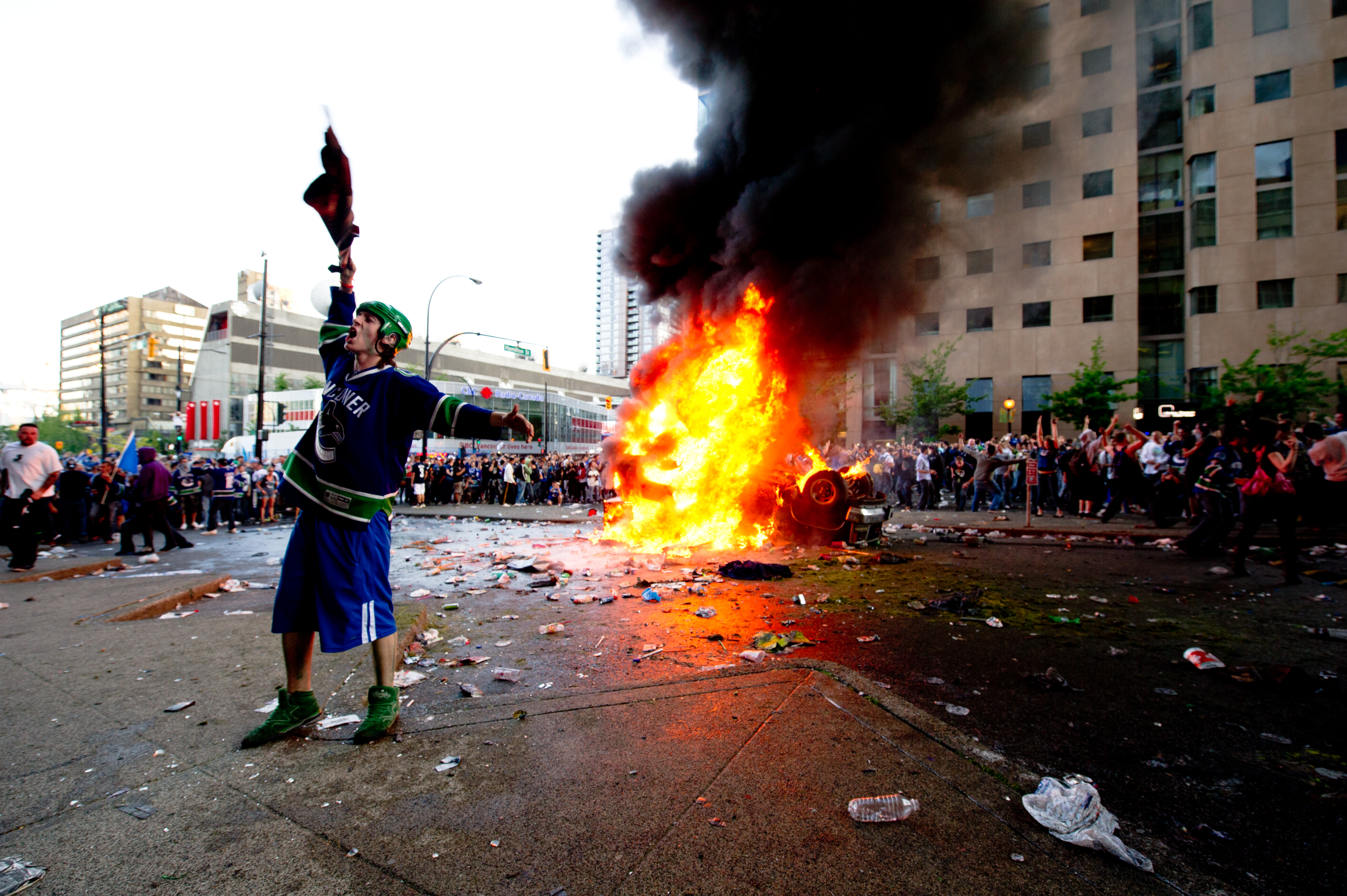
2011年温哥华骚乱中焚烧车辆的白人闹事者

在加拿大，“hoser”或“hose-head”是常见的针对白人男性的贬义称呼，因为演员里克·莫拉尼斯（Rick Moranis）和戴夫·托马斯（Dave Thomas）的喜剧小品而盛行。
这个词的来源不明，《牛津英语词典》所记载的最早书面使用记录来自于《多伦多星报》1981年评论莫拉尼斯和托马斯喜剧角色的一篇文章，并且目前没有明显证据其之前的使用，但尽管如此仍有许多关于其词源的谣传。其中一个较为流传的声称在洗冰车发明之前，室外冰球赛输球的一队在比赛后必须负责用皮管喷水浇洗冰面，因此“hoser”算是“loser”的同义词。另一种说法认为1930年代大萧条时期加拿大草原上的农工会用皮管从农场的公用车辆里虹吸偷油。此外在加拿大英语中“hosed”是醉酒的委婉说法，因此可能也意指酒鬼。还有一种可能是来自于伐木工的俚语，“hoosier”可以指技术差、生疏、懒惰的工人。

### 澳大利亚和新西兰
在澳大利亚和新西兰，“bogan”是一个用来形容言行装束和行为举止都十分低俗的人的俚语，在不同语境下可能是贬义也可能是自嘲。这个词的出现频率与澳大利亚社会对社会阶层的舆论态度变化息息相关，自1980年代以来已经成为一种公认的用来举例描述恶趣味的亚文化。
“Bogan”一词的具体词源不明，在《麦考瑞字典》和《澳大利亚牛津字典》中都标署为“未知”。一些悉尼老居民回忆称此词来源于过去对悉尼大西区社会经济地位都较低的居民的歧视性称呼，说这些“西区佬”（蔑称“Westies”）蛮化程度与文明社会的差距就如同新南威尔士西部的博甘河（Bogan River）与悉尼市区一样偏远。但另一种说法则认为这个词在1970年代晚期和1980年代初期先出现在墨尔本穷人居住的西区和东区外郊。在1980年代后期，因为喜剧小品电视剧《喜剧公司》（The Comedy Company）的播出，这个词变得家喻户晓，甚至了虚构一版恶搞《时尚》（Vogue）的杂志叫《Bogue》专门展示下层市井的形象。
澳大利亚国家字典中心（Australian National Dictionary Centre）于1991年将此词正式收录并声称可确认的最早使用记录是在冲浪杂志《Tracks》1985年9月的一刊中。在2019年，澳大利亚国立大学发表的一篇文章声明由历史学家海伦·道尔（Helen Doyle）发现的最早使用记录来自于1984年墨尔本泽维尔学院（Xavier College）学生杂志中的一篇文章。
在2006年，社会分析家大卫·乔克（David Chalke）用“cashed-up bogan”（简称“CUB”）来形容出身蓝领阶层、见识狭隘、但因有一技之长变得富裕后进行炫耀性消费的暴发户。媒体曾用网球选手莱顿·休伊特（Lleyton Hewitt）和他奉子成婚的演员妻子贝克·卡特赖特（Bec Cartwright）为例，而南澳巴罗莎山谷的酒庄则借机推出了一款名叫“Bogan”的西拉葡萄酒。

### 南非
在南非，“japie”或“yarpie”是被用来针对底层白人的种族歧视称呼，源自于阿非利卡人常见的荷兰系名字Johannes和Jacobus，而南非语中的“plaasjapie”意思是“农村少年”，根据语境不同也或许没有歧视性。

## 相关條目
- 差别用语
- 红脖子
- 洋垃圾